# Harpalus
Harpalus es un  género de coleópteros adéfagos de la familia Carabidae.
Principalmente holártico con unas pocas especies en la región afrotropical. Hay 415 especies.

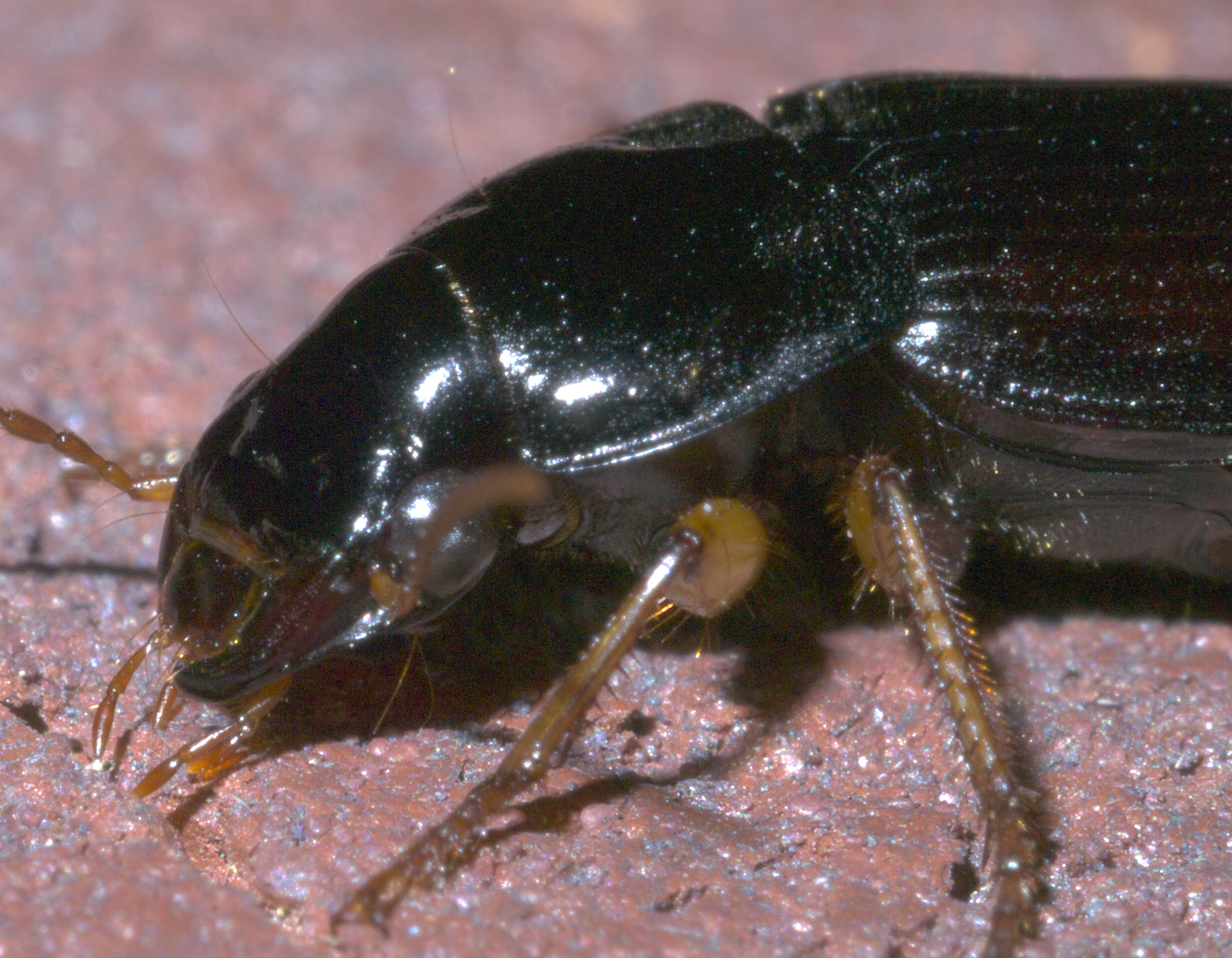

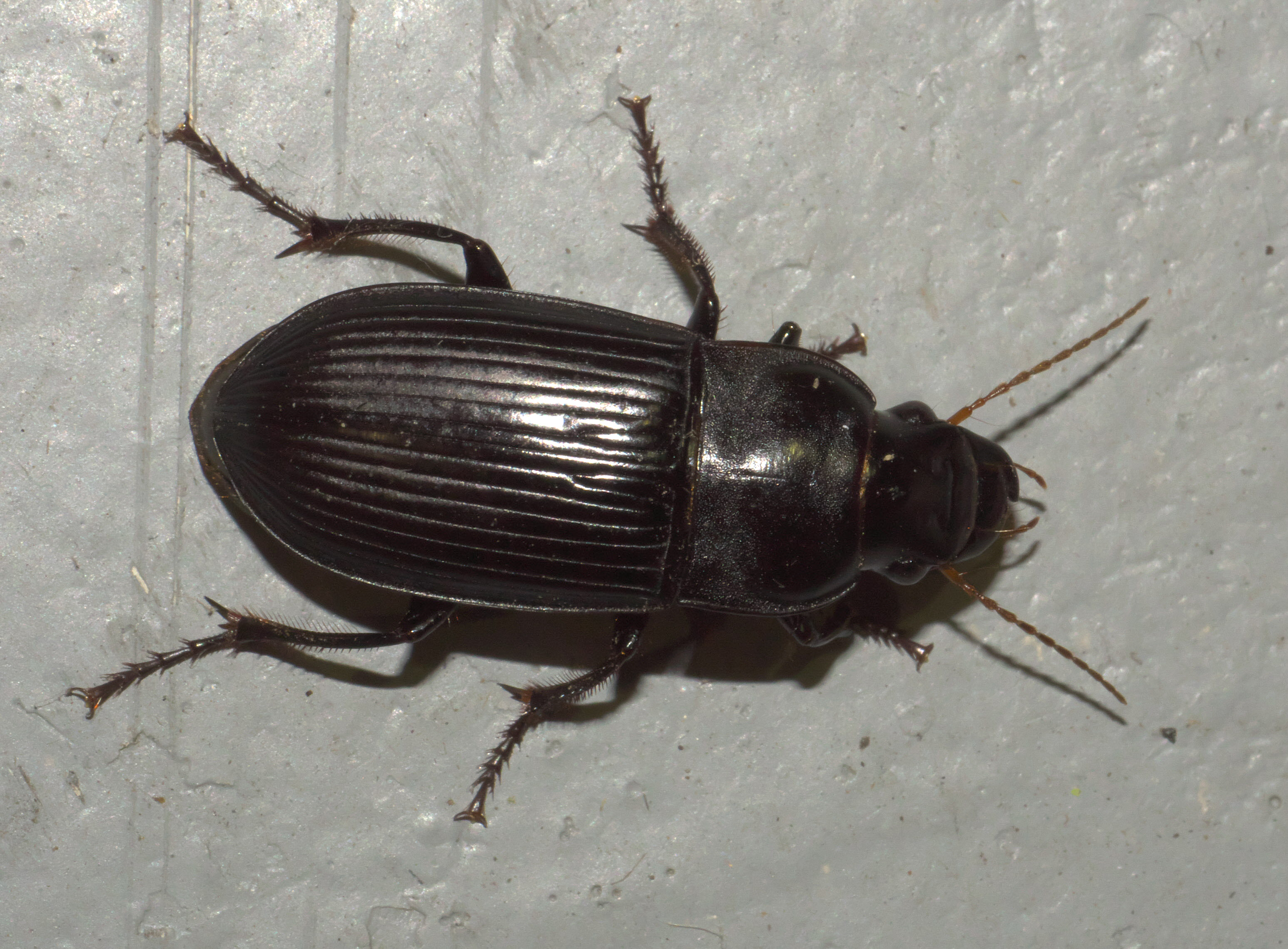

## Algunas especies
Comprende las siguientes especies:
- Harpalus actiosus Casey, 1914
- Harpalus acupalpoides Reitter, 1900
- Harpalus adenticulatus Huang, 1992
- Harpalus aeneipennis Faldermann, 1836
- Harpalus aenigma (Tschitscherine, 1897)
- Harpalus aequicollis Motschulsky, 1844
- Harpalus aesculanus Pantel, 1888
- Harpalus affinis (Schrank, 1781)
- Harpalus agakhaniantzi Mikhailov, 1972
- Harpalus akinini Tschitscherine, 1895
- Harpalus alajensis Tschitscherine, 1898
- Harpalus albanicus Reitter, 1900
- Harpalus alexandrae Kataev, 1990
- Harpalus alexeevi Kataev, 1990
- Harpalus alienus Bates, 1878
- Harpalus alpivagus Tschitscherine, 1899
- Harpalus amarellus Bates, 1891
- Harpalus amariformis Motschulsky, 1844
- Harpalus amplicollis Menetries, 1848
- Harpalus amputatus Say, 1830
- Harpalus anatolicus Tschitscherine, 1898
- Harpalus angulatus Putzeys, 1878
- Harpalus angustipennis Boheman, 1848
- Harpalus angustitarsis Reitter, 1887
- Harpalus animosus Casey, 1924
- Harpalus anisodactyliformis Solsky, 1874
- Harpalus antonowi Tschitscherine, 1898
- Harpalus anxioides Kataev, 1991
- Harpalus anxius (Duftschmid, 1812)
- Harpalus aogashimensis (Habu, 1957)
- Harpalus apache Kataev, 2010
- Harpalus araraticus Mlynar, 1979
- Harpalus arcuatus Tschitscherine, 1898
- Harpalus arnoldii Kataev, 1988
- Harpalus ascetes Kataev & Wrase, 1997
- Harpalus asemus Basilewsky, 1946
- Harpalus asphaltinus Roth, 1851
- Harpalus aterrimus Casey, 1914
- Harpalus atratus Latreille, 1804
- Harpalus atrichatus Hatch, 1949
- Harpalus atripes Casey, 1914
- Harpalus attenuatus Stephens, 1828
- Harpalus australasiae Dejean, 1829
- Harpalus autumnalis Duftschmid, 1812
- Harpalus azumai Habu, 1968
- Harpalus babai Habu, 1973
- Harpalus badakschanus Jedlicka, 1956
- Harpalus baleensis Clarke, 1973
- Harpalus balli Noonan, 1991
- Harpalus basanicus J.R. Sahlberg, 1911
- Harpalus basilewskyi Facchini, 2003
- Harpalus basuto Basilewsky, 1958
- Harpalus bellieri Reiche, 1861
- Harpalus beneshi Kataev & Wrase, 1997
- Harpalus bitinctus Jeannel, 1948
- Harpalus brachypterus Tschitcherine, 1898
- Harpalus brevicornis Germar, 1824
- Harpalus brevis Motschiulsky, 1844
- Harpalus breviusculus Chaudoir, 1846
- Harpalus brunnipes Dejean, 1829
- Harpalus bucharicus Tschitscherine, 1898
- Harpalus bungii Chaudoir, 1844
- Harpalus caeruleatus Bates, 1878
- Harpalus caiphus Reiche & Saulcy, 1855
- Harpalus calathoides Motschulsky, 1844
- Harpalus calceatus (Duftschmid, 1812)
- Harpalus caliginosus (Fabricius, 1775)
- Harpalus capicola Dejean, 1829
- Harpalus capito A.Morawitz, 1862
- Harpalus cardoni Antoine, 1922
- Harpalus caspius (Steven, 1806)
- Harpalus cautus Dejean, 1829
- Harpalus cephalotes Fairmaire & Laboulbene, 1854
- Harpalus chalcentus Bates, 1873
- Harpalus chalcopterus Jeannel, 1948
- Harpalus chasanensis Lafer, 1989
- Harpalus chengjiangensis Huang, 1993
- Harpalus chiloschizontus Huang, 1995
- Harpalus chobautianus Lutshnik, 1922
- Harpalus chrysopus Reitter, 1887
- Harpalus cilihumerus Huang, Hu & Sun, 1994
- Harpalus circumpunctatus Chaudoir, 1846
- Harpalus cisteloides Motschulsky, 1844
- Harpalus cohni Ball, 1972
- Harpalus colchicus Motschulsky, 1850
- Harpalus compar Leconte, 1848
- Harpalus compressus Motschulsky, 1844
- Harpalus contemptus Dejean, 1829
- Harpalus convexus Faldermann, 1836
- Harpalus cordifer Notman, 1919
- Harpalus cordifer Notman, 1919
- Harpalus coreanus (Tschitscherine, 1895)
- Harpalus corporosus Motschulsky, 1861
- Harpalus corpulentus (Casey, 1914)
- Harpalus corrugatus Basilewsky, 1958
- Harpalus crates Bates, 1883
- Harpalus cupreus Dejean, 1829
- Harpalus cursorius Peringuey, 1896
- Harpalus cyanopterus Tschitscherine, 1897
- Harpalus cyclogonus Chaudoir, 1844
- Harpalus cyrtonotoides Notman, 1919
- Harpalus danieli Reitter, 1900
- Harpalus davidi (Tschitscherine, 1897)
- Harpalus davidianus Tschitscherine, 1903
- Harpalus decipiens Dejean, 1829
- Harpalus defector Peringuey, 1896
- Harpalus demelti Korge, 1962
- Harpalus desertus Leconte, 1859
- Harpalus diligens Tschitscherine, 1898
- Harpalus dimidiatus (P. Rossi, 1790)
- Harpalus disaogashimensis Huang In Huang & Zhang, 1995
- Harpalus disimuciulus Huang, Lei, Yan & Hu, 1996
- Harpalus dispar Dejean, 1829
- Harpalus dissitus Antoine, 1931
- Harpalus distinguendus (Duftschmid, 1812)
- Harpalus diversicollis Basilewsky, 1958
- Harpalus dubius Boheman, 1848
- Harpalus durangoensis Bates, 1891
- Harpalus ebeninus Heyden, 1870
- Harpalus eberlovi O. Berlov, 1996
- Harpalus egenus Dejean, 1829
- Harpalus egorovi Lafer, 1989
- Harpalus ellipsis Leconte, 1848
- Harpalus eous Tschitscherine, 1901
- Harpalus eraticus Say, 1823
- Harpalus erosus Mannerheim, 1825
- Harpalus erythropus Dejean, 1829
- Harpalus euchlorus Menetries, 1839
- Harpalus exiguus Boheman, 1848
- Harpalus famelicus Tschitscherine, 1898
- Harpalus farkaci Kataev & Wrase, 1995
- Harpalus faunus Say, 1823
- Harpalus ferghanensis Tschitscherine, 1899
- Harpalus fimetarius Dejean, 1829
- Harpalus flavescens Piller & Mitterpacher, 1783
- Harpalus flavicornis Dejean, 1829
- Harpalus fokienensis Schauberger, 1930
- Harpalus foveiger Tschitscherine, 1895
- Harpalus franzi Mateu, 1954
- Harpalus frater Chaudoir, 1876
- Harpalus fraternus Leconte, 1852
- Harpalus froelichii Sturm, 1818
- Harpalus fukiensis Jedlicka, 1956
- Harpalus fulgens Csiki, 1932
- Harpalus fulvicornis Thunberg, 1806
- Harpalus fulvilabris Mannerheim, 1853
- Harpalus fulvipennis Chaudoir, 1843
- Harpalus fulvus Dejean, 1829
- Harpalus fuscicornis Menetries, 1832
- Harpalus fuscipalpis Sturm, 1818
- Harpalus fuscipennis Wiedemann, 1825
- Harpalus fuscoaeneus Dejean, 1829
- Harpalus ganssuensis Semenov, 1889
- Harpalus giacomazzoi Kataev & Wrase, 1996
- Harpalus gilgil Basilewsky, 1946
- Harpalus gisellae Csiki, 1932
- Harpalus glasunovi Kataev, 1987
- Harpalus gravis Leconte, 1858
- Harpalus gregoryi Alluaud, 1917
- Harpalus grilli Kataev, 2001
- Harpalus griseus (Panzer, 1796)
- Harpalus hartmanni Kataev, 2001
- Harpalus hatchi Ball & Anderson, 1962
- Harpalus hauserianus Schauberger, 1929
- Harpalus herbivagus Say, 1823
- Harpalus heyrovskyi Jedlicka, 1928
- Harpalus hiekei Kataev & Wrase, 2010
- Harpalus hirtipes Panzer, 1796
- Harpalus honestus (Dufischmid, 1812)
- Harpalus hospes Sturm, 1818
- Harpalus huachuca Ball, 1972
- Harpalus hybridus Boheman, 1848
- Harpalus hypogeomysis Huang, 1993
- Harpalus idiotus Bates, 1889
- Harpalus imerinae Jeannel, 1948
- Harpalus impressicollis Jeannel, 1948
- Harpalus impressus Roth, 1851
- Harpalus inconcinnus Chaudoir, 1876
- Harpalus indianus Csiki, 1932
- Harpalus indicola Bates, 1878
- Harpalus indicus Bates, 1891
- Harpalus indigens Casey, 1924
- Harpalus inexspectatus Kataev, 1989
- Harpalus ingenuus Tschitscherine, 1898
- Harpalus innocuus Leconte, 1863
- Harpalus italus Schaum, 1860
- Harpalus janinae Jeanne, 1984
- Harpalus jeanneli Basilewsky, 1946
- Harpalus jordanus Jedlicka, 1964
- Harpalus jureceki (Jedlicka, 1928)
- Harpalus kabakianus Kataev, 1988
- Harpalus kabakovi Kataev, 1987
- Harpalus kadleci Kataev & Wrase, 1995
- Harpalus kadyrbekovi Kataev, 1988
- Harpalus kagyzmanicus Kataev, 1984
- Harpalus kailiensis Huang, 1992
- Harpalus kandaharensis Jedlicka, 1956
- Harpalus karamani Apfelbeck, 1902
- Harpalus karokorum Jedlicka, 1958
- Harpalus katiae F.Battoni, 1985
- Harpalus kazanensis Jedlicka, 1958
- Harpalus kaznakovi Kataev & Wrase, 1997
- Harpalus kibonoti Alluaud, 1926
- Harpalus kirgisicus Motschulsky, 1844
- Harpalus kiritshenkoi Kataev, 1990
- Harpalus klapperichi Jedlicka, 1956
- Harpalus kmecoi Facchini, 2003
- Harpalus koshiensis Kirschenhofer, 1992
- Harpalus kozlovi Kataev, 1993
- Harpalus kryzhanovskii Kataev, 1988
- Harpalus kunarensis Kataev, 1993
- Harpalus laetus Reiche, 1843
- Harpalus laevipes Zetterstedt, 1828
- Harpalus lama Kataev & Wrase, 1997
- Harpalus lampronotus Jeannel, 1948
- Harpalus lateralis Dejean, 1829
- Harpalus laticeps Leconte, 1850
- Harpalus latus (Linnaeus, 1758)
- Harpalus lederi Tschitscherne, 1899
- Harpalus lethierryi Reiche, 1860
- Harpalus lewisii Leconte, 1865
- Harpalus liobasis Chaudoir, 1868
- Harpalus litigiosus Dejean, 1829
- Harpalus longicollis Leconte, 1848
- Harpalus longihornus Lei & Huang, 1997
- Harpalus longipalmatus Mordkovitsh, 1969
- Harpalus lopezi Serrano & Lencina, 2008
- Harpalus lugubris Boheman, 1848
- Harpalus lumbaris Mannerheim, 1825
- Harpalus luteicornis Dufischmid, 1812
- Harpalus lutshniki Schauberger, 1932
- Harpalus macronotus Tschitscherine, 1893
- Harpalus madagascariensis Dejean, 1831
- Harpalus mairei Peyerimhoff, 1928
- Harpalus major Motschulsky, 1850
- Harpalus makhekensis Basilewsky, 1958
- Harpalus manas Kataev, 1990
- Harpalus marginellus Gyllenhal, 1827
- Harpalus mariae Kataev, 1997
- Harpalus martini Vandyke, 1926
- Harpalus masoreoides Bates, 1878
- Harpalus massarti Burgeon, 1935
- Harpalus mauritanicus Gaubil, 1844
- Harpalus medvedevi Kataev, 2006
- Harpalus megacephalus Leconte, 1848
- Harpalus meghalayensis Kataev, 2001
- Harpalus melancholicus Dejean, 1829
- Harpalus melaneus Bates, 1878
- Harpalus meridianus Andrewes, 1923
- Harpalus metallinus Menetries, 1836
- Harpalus metarsius Andrewes, 1930
- Harpalus meteorus Basilewsky, 1946
- Harpalus michaili Kataev, 1990
- Harpalus michailovi Kataev, 1987
- Harpalus microdemas Schauberger, 1932
- Harpalus microthorax Motschulsky, 1849
- Harpalus miles Peringuey, 1896
- Harpalus minutulus Kataev & Liang, 2004
- Harpalus mitridati Pliginskiy, 1915
- Harpalus mlynari Kataev, 1990
- Harpalus modestus Dejean, 1829
- Harpalus morvani Kataev, 2001
- Harpalus muciulus Huang, 1992
- Harpalus nanniscus Peringuey, 1896
- Harpalus natalensis Boheman, 1848
- Harpalus natalicus Peringuey, 1896
- Harpalus neglectus Audinet-Serville, 1821
- Harpalus nevadensis K. Daniel & J. Daniel, 1898
- Harpalus nigrans A. Morawitz, 1862
- Harpalus nigritarsis C.R. Sahlberg, 1827
- Harpalus numidicus Bedel, 1893
- Harpalus nyassicus Basilewsky, 1946
- Harpalus obliquus G.Horn, 1880
- Harpalus oblitus Dejean, 1829
- Harpalus obnixus Casey, 1924
- Harpalus obtusiusculus Jeannel, 1948
- Harpalus ochropus Kirby, 1837
- Harpalus oodioides Dejean, 1829
- Harpalus opacipennis (Haldemann, 1843)
- Harpalus optabilis Dejean, 1829
- Harpalus ovtshinnikovi Kataev, 1990
- Harpalus pachys Jeannel, 1948
- Harpalus paivanus Wollaston, 1867
- Harpalus pallidipennis A. Morawitz, 1862
- Harpalus pallipes Chaudoir, 1837
- Harpalus parasinuatus Kataev & Liang, 2007
- Harpalus paratus Casey, 1924
- Harpalus parvulus Dejean, 1829
- Harpalus pastor Motschulsky, 1844
- Harpalus penglainus Huang, Hu & Sun, 1994
- Harpalus pensylvanicus (Degeer, 1774)
- Harpalus periglabellus Huang, 1992
- Harpalus perlucens Bates, 1878
- Harpalus petri Tschitscherine, 1902
- Harpalus picipennis Duftschmid, 1812
- Harpalus pilosus Huang, 1995
- Harpalus plancyi Tschitscherine, 1897
- Harpalus platynotus Bates, 1873
- Harpalus plenalis Casey, 1914
- Harpalus politus Dejean, 1829
- Harpalus polyglyptus Schaum, 1862
- Harpalus poncei Will, 2001 Usa (Florida)
- Harpalus potanini Tschitscherine, 1906
- Harpalus poussereaui Pierre & Mauro, 2010
- Harpalus praecurrens Schauberger, 1934
- Harpalus praticola Bates, 1891
- Harpalus procognatus Lorenz, 1998
- Harpalus progrediens Schauberger, 1922
- Harpalus prosperus Basilewsky, 1972
- Harpalus protractus Casey, 1914
- Harpalus providens Casey, 1914
- Harpalus pseudohauserianus Kataev, 2001
- Harpalus pseudophonoides Schauberger, 1930
- Harpalus pseudoserripes Reitter, 1900
- Harpalus pseudotinctulus Schauberger, 1932
- Harpalus pterostichus Reitter, 1900
- Harpalus puetzi Kataev & Wrase, 1997
- Harpalus pulchirinulus Reitter, 1900
- Harpalus pulvinatus Menetries, 1848
- Harpalus pumilus Sturm, 1818
- Harpalus punctatostriatus Dejean, 1829
- Harpalus puncticeps (Casey, 1914)
- Harpalus punctipennis Mulsant, 1852
- Harpalus pusillus Motschulsky, 1850
- Harpalus pygmaeus Dejean, 1829
- Harpalus quadratus Chaudoir, 1846
- Harpalus raphaili Kataev, 1997
- Harpalus reflexus Putzeys, 1878
- Harpalus regressus (Casey, 1914)
- Harpalus remboides Solsky, 1874
- Harpalus retractus Leconte, 1863
- Harpalus reversus Casey, 1924
- Harpalus rivalsi Jeannel, 1948
- Harpalus roninus Bates, 1873
- Harpalus rotundus Facchini, 2003
- Harpalus rougemonti Clarke, 1973
- Harpalus rubefactus Bates, 1873
- Harpalus rubripes Dufischmid, 1812
- Harpalus rufipalpis Sturm, 1818
- Harpalus rufipes (Degeer, 1774)
- Harpalus rufiscapus Gebler, 1833
- Harpalus rufitarsoides Schauberger, 1934
- Harpalus rufomarginatus (Boheman, 1848)
- Harpalus rumelicus Apfelbeck, 1904
- Harpalus salinulus Reitter, 1900
- Harpalus salinus Dejean, 1829
- Harpalus sanctaehelenae Basilewsky, 1972
- Harpalus saxicola Dejean, 1829
- Harpalus scabripectus Huang, Hu & Sun, 1994
- Harpalus schaumii Wollaston, 1864
- Harpalus semenowi Tschitscherine, 1901
- Harpalus sericatus Tschitscherine, 1906
- Harpalus serripes Quensel, 1806
- Harpalus servus Duftschmid, 1812
- Harpalus setiporus Reitter, 1894
- Harpalus seyrigi Jeannel, 1948
- Harpalus siculus Dejean, 1829
- Harpalus signaticornis (Duftschmid, 1812)
- Harpalus silipes Dejean, 1831
- Harpalus simplicidens Schauberger, 1929
- Harpalus singularis Tschitscherine, 1906
- Harpalus sinicus Hope, 1845
- Harpalus sinuatipennis Jeannel, 1948
- Harpalus sinuatus Tschitscherine, 1893
- Harpalus smaragdinus Duftschmid, 1812
- Harpalus smyrnensis Heyden, 1888
- Harpalus solitaris Dejean, 1829
- Harpalus somereni Basilewsky, 1946
- Harpalus somnulentus Dejean, 1829
- Harpalus spadiceus Dejean, 1829
- Harpalus spretus Peringuey, 1896
- Harpalus spurius Peringuey, 1896
- Harpalus stephani Ball, 1972
- Harpalus stevenii Dejean, 1829
- Harpalus stoetznerianus Schauberger, 1932
- Harpalus strenuus Tschitscherine, 1898
- Harpalus stricticollis Jeannel, 1948
- Harpalus subaeneus Boheman, 1848
- Harpalus subcylindricus Dejean, 1829
- Harpalus subphaedrus Basilewsky, 1946
- Harpalus subtruncatus Chaudoir, 1846
- Harpalus suensoni Kataev, 1997
- Harpalus sulphuripes Germar, 1824
- Harpalus sundaicus Schauberger, 1933
- Harpalus sushenicus Kataev, 1990
- Harpalus suturangulus Reitter, 1887
- Harpalus szalliesi Kataev & Wrase, 1995
- Harpalus taciturnus Dejean, 1829
- Harpalus tadorcus Ball, 1972
- Harpalus tangutorum Kataev, 1993
- Harpalus tardus Panzer, 1796
- Harpalus tarsalis Mannenheim, 1825
- Harpalus tenebrosus Dejean, 1829
- Harpalus terrestris Motschulsky, 1844
- Harpalus texanus Casey, 1914
- Harpalus tianschanicus Semenov, 1889
- Harpalus tibeticus Andrewes, 1930
- Harpalus tichonis Jakobson, 1907
- Harpalus tinctulus Bates, 1873
- Harpalus tiridates Reitter, 1900
- Harpalus tithonus Reitter, 1900
- Harpalus torosensis Jedlicka, 1961
- Harpalus torridoides Reitter, 1900
- Harpalus trichophorus Tschitscherine, 1897
- Harpalus tridens A.Morawitz, 1862
- Harpalus triseriatus A. Fleischer, 1897
- Harpalus turcicus Jedlicka, 1958
- Harpalus turmalinus Erichson, 1847
- Harpalus udege Lafer, 1989
- Harpalus uniformis Motschulsky, 1844
- Harpalus ussuricus Mlynar, 1979
- Harpalus ussuriensis Chaudoir, 1863
- Harpalus vanemdeni Schauberger, 1932
- Harpalus venator Boheman, 1848
- Harpalus ventralis Leconte, 1848
- Harpalus vereschaginae Kataev, 1988
- Harpalus vernicosus Kataev & Liang, 2007
- Harpalus viridanus Motschulsky, 1844
- Harpalus viridicupreus Reiche, 1843
- Harpalus vittatus Gebler, 1833
- Harpalus wadiensis Jedlicka, 1964
- Harpalus wohlberedti Emden & Schauberger, 1932
- Harpalus xanthopus Gemminger & Harold, 1868
- Harpalus xinjiangensis Huang, Hu & Sun, 1994
- Harpalus yinchuanensis Huang, 1993
- Harpalus zabroides Dejean, 1829
- Harpalus zhdankoi Kataev, 1990